# Robert Heppenstall
Robert Heppenstall (Hamilton, 28 de febrero de 1997) es un deportista canadiense que compite en atletismo, especialista en las carreras de mediofondo. En los Juegos Panamericanos de 2023 obtuvo una medalla de plata en la prueba de 1500 m.

## Palmarés internacional
| Juegos Panamericanos | Juegos Panamericanos | Juegos Panamericanos | Juegos Panamericanos |
| Año                  | Lugar                | Medalla              | Prueba               |
| -------------------- | -------------------- | -------------------- | -------------------- |
| 2023                 | Santiago (Chile)     | Medalla de plata     | 1500 m               |